# Meigs County (Tennessee)
Meigs County ist ein County im Bundesstaat Tennessee der Vereinigten Staaten. Das U.S. Census Bureau hat bei der Volkszählung 2020 eine Einwohnerzahl von 12.758 ermittelt. Der Verwaltungssitz (County Seat) ist Decatur.

## Geographie
Das County liegt im Osten von Tennessee und hat eine Fläche von 561 Quadratkilometern, wovon 57 Quadratkilometer Wasserfläche sind. Es grenzt im Uhrzeigersinn an folgende Countys: Roane County, McMinn County, Bradley County, Hamilton County und Rhea County.

### Ortschaften
- Decatur, Town
- Big Spring (unincorporated)
- Birchwood (unincorporated, teilweise)
- Georgetown (unincorporated, partial)
- Ten Mile (unincorporated, partial)

### Verkehr
State Route 58 – Nord-Süd-Durchgangsstraße, die das County etwa in der Mitte durchläuft und über den Hiwassee River Bridge die einzige Verbindung in den südlichsten Teil des County darstellt.
State Route 30 – Ost-West-Durchgangsstraße, die durch Decatur führt und dort State Route 58 kreuzt. Das Tennessee Department of Transportation baut diese Straße auf eine vierspurige Straße aus, um den Verkehr von und zur Interstate 75 zu beschleunigen. Von Decatur ostwärts wurde der Ausbau 2008 abgeschlossen.
State Route 68 – Nord-Süd-Durchgangsstraße, die im Norden des Countys allerdings in Ost-West-Richtung verläuft; sie quert den Tennessee River am Watts Bar Dam.
State Route 60 – Ost-West-Durchgangsstraße, die die südliche Grenze des Countys darstellt.
State Route 304 – Hauptstraße lokaler Bedeutung, die Ten Mile mit dem County Seat Decatur verbindet und im nördlichen Abschnitt den Zugang zum Watts Bar Lake erlaubt.
State Route 305 – Hauptstraße lokaler Bedeutung, mit der die Interstate 75 und die State Routes 68 und 58 verbunden werden. Die Straße verbindet auch den nördlich-zentralen Teil des Countys mit Athens im benachbarten McMinn County.

## Geschichte
Meigs County wurde am 20. Januar 1836 aus Cherokee-Land gebildet. Benannt wurde es laut Aiken und Kane nach Return Jonathan Meigs, Jr., der unter anderem Richter am Supreme Court of Ohio, Gouverneur von Ohio und Postminister war.
Bereits seit 1807 betrieben weiße Siedler Fähren, um vom Rhea County über den Tennessee River zu setzen. Colonel Meigs, ein Veteran aus dem Amerikanischen Unabhängigkeitskrieg, der laut dem National Register of Historic Places (NRHP) zum Namenspatron des Countys werden würde, betrieb auf der anderen Flussseite im Rhea County eine Indianeragentur, die 1817 nach Osten in das heutige Meigs County verlegt wurde. 1819 ermöglichte der Hiwassee Treaty die Besiedlung des Landes durch Weiße, zunächst als Teil des Rhea Countys.

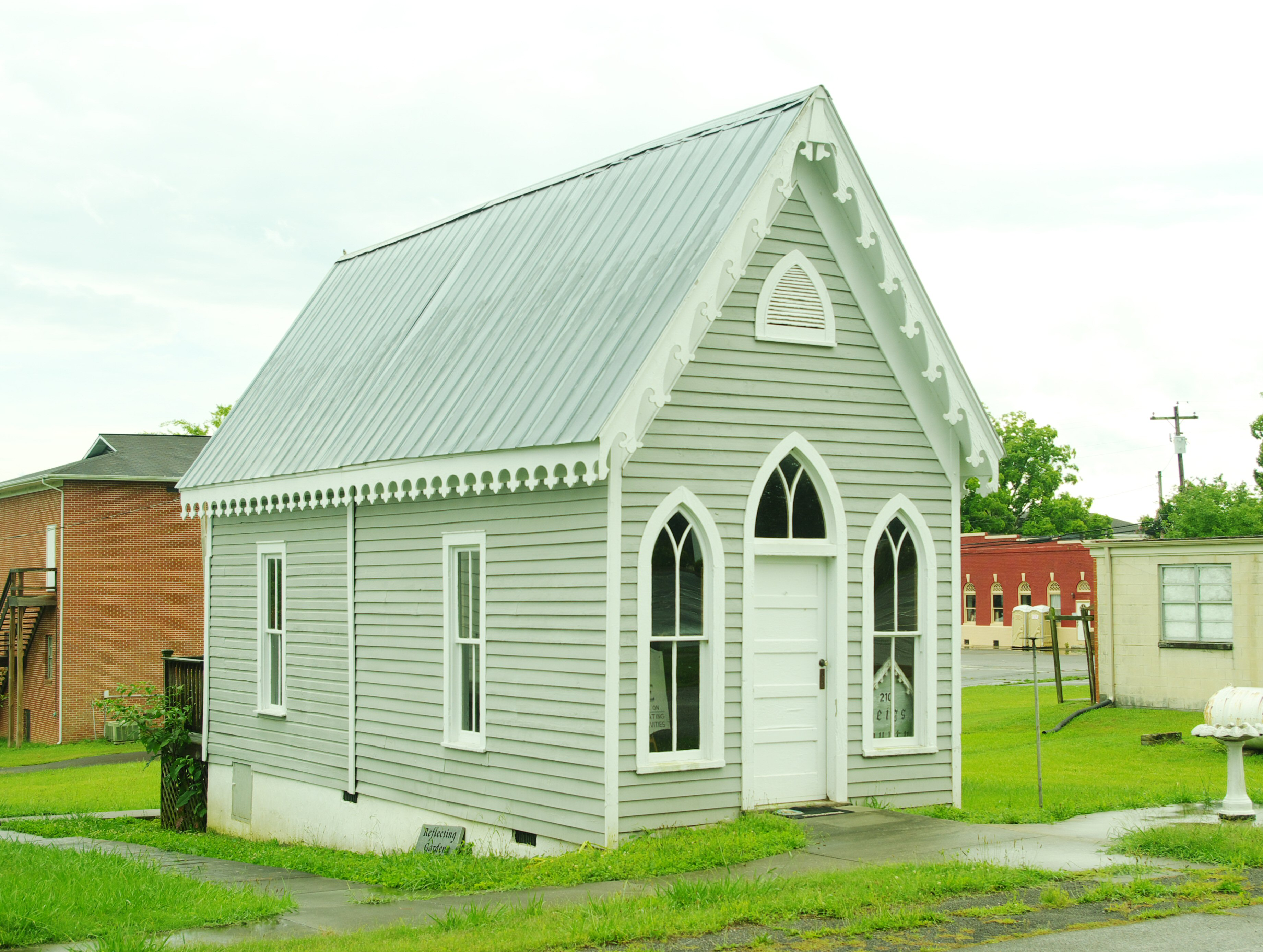
Das Robert H. Smith Law Office ist einer von 38 Einträgen des Countys im NRHP.

38 Bauwerke und Stätten des Countys sind im NRHP eingetragen (Stand 26. August 2018).

## Demografische Daten

Alterspyramide Meigs County

Nach der Volkszählung im Jahr 2000 lebten im Meigs County 11.086 Menschen in 4.304 Haushalten und 3.262 Familien. Die Bevölkerungsdichte betrug 22 Einwohner pro Quadratkilometer. Ethnisch betrachtet setzte sich die Bevölkerung zusammen aus 97,65 Prozent Weißen, 1,24 Prozent Afroamerikanern, 0,21 Prozent amerikanischen Ureinwohnern, 0,18 Prozent Asiaten und 0,11 Prozent aus anderen ethnischen Gruppen; 0,60 Prozent stammten von zwei oder mehr Ethnien ab. 0,57 Prozent der Bevölkerung waren spanischer oder lateinamerikanischer Abstammung.
Von den 4.304 Haushalten hatten 32,8 Prozent Kinder und Jugendliche unter 18 Jahre, die bei ihnen lebten. 61,7 Prozent waren verheiratete, zusammenlebende Paare, 9,9 Prozent waren allein erziehende Mütter und 24,2 Prozent waren keine Familien. 20,8 Prozent waren Singlehaushalte und in 7,8 Prozent lebten Personen im Alter von 65 Jahren oder darüber. Die Durchschnittshaushaltsgröße betrug 2,55 und die durchschnittliche Haushaltsgröße betrug 2,94 Personen.
25,1 Prozent der Bevölkerung waren unter 18 Jahre alt, 8,1 Prozent zwischen 18 und 24, 28,9 Prozent zwischen 25 und 44, 26,3 Prozent zwischen 45 und 64 und 11,5 Prozent waren älter als 65. Das Durchschnittsalter betrug 37 Jahre. Auf 100 weibliche Personen kamen statistisch 100,0 männliche Personen und auf 100 Frauen im Alter von 18 Jahren und darüber kamen 97,3 Männer.
Das jährliche Durchschnittseinkommen eines Haushalts betrug 29.354 USD, das Durchschnittseinkommen der Familien betrug 34.114 USD. Männer hatten ein Durchschnittseinkommen von 29.521 USD, Frauen 20.419 USD. Das Pro-Kopf-Einkommen betrug 14.551 USD. 15,8 Prozent der Familien und 18,3 Prozent der Einwohner lebten unterhalb der Armutsgrenze.